# منتزه بحيرة هونيوي بوت لانش الحكومي
تبلغ مساحة منتزه بحيرة هونيوي بوت لانش الحكومي 9 أكر (3.6 ها) منتزه الولاية  يقع على طول الشاطئ الجنوبي الشرقي لبحيرة هونيوي، إحدى بحيرات فينقير في نيويورك . يقع المنتزه في مقاطعة أونتاريو قبالة طريق إيست ليك، وتوفر مقطورة للقوارب بالإضافة إلى تسهيل الوصول إلى البحيرة لصيد الأسماك والتزلج على الجليد.

## روابط خارجية
- New York State Parks: Honeoye Lake Boat Launch State Park